# Železniško postajališče Žlebič
Železniško postajališče Žlebič je železniško postajališče, ki oskrbuje bližnje naselje Žlebič. Postaja ima en tir. Leži na cesti Žlebič 51a. Leži na železniški progi Grosuplje - Kočevje.